# Димер хлорида золота(II)
Димер хлорида золота(II) — бинарное неорганическое соединение, соль металла золота и хлористоводородной кислоты, формулой Au2Cl4. При стандартных условиях представляет собой красные кристаллы.

## Получение
- Насыщение мелкодисперсного порошка золота газообразным хлором при нагревании:
{\displaystyle {\ce {2 Au + 2 Cl2 ->[t] Au2Cl4}}}

## Свойства
Димер хлорида золота(II) образует красные кристаллы.